# Berglind Björg Þorvaldsdóttir
Berglind Björg Þorvaldsdóttir (Vestmannaeyjar, 18 januari 1992) is een IJslands voetbalspeelster. Ze speelt als aanvaller voor Valur Reykjavík in de Úrvalsdeild.

## Clubcarrière
Þorvaldsdóttir begon haar carrière bij Breiðablik in de Úrvalsdeild, het hoogste voetbalniveau van IJsland. In 2011 maakte ze de overstap naar ÍBV, waar ze twee seizoenen voor uitkwam. Van augustus 2012 tot juni 2016 studeerde Þorvaldsdóttir aan de Florida State University in de Verenigde Staten. Dit combineerde ze met voetballen bij het universiteitsteam Florida State Seminols evenals de clubs Breiðablik en Fylkir Reykjavík in haar geboorteland. In juli 2016 voltooide ze haar studie en keerde ze nogmaals terug bij Breiðablik. In september 2017 vertrok Þorvaldsdóttir naar het Italiaanse Hellas Verona. Na een jaartje keerde ze opnieuw terug bij Breiðablik. In 2019 werd Þorvaldsdóttir uitgeleend aan PSV en kwam ze tot negen optredens en een doelpunt in de Vrouwen Eredivisie. Een jaar later werd ze uitgeleend aan Le Havre AC. Ze kwam tot vijf optredens voor de club uit Le Havre voordat haar periode bij de club vervroegd eindigde door de coronapandemie.
Na een periode in Zweden bij Hammarby IF en een periode in Noorwegen bij SK Brann te hebben gevoetbald, keerde Þorvaldsdóttir terug in Frankrijk bij Paris Saint-Germain op 25 augustus 2022. In Parijs tekende ze een tweejarig contract. In onderling overleg besloten Þorvaldsdóttir en de Franse club haar contract niet verlengen waarna ze de club vervroegd verliet op 26 april 2024. Ze keerde terug naar haar geboorteland waar ze sindsdien uitkomt voor Valur Reykjavík.

## Statistieken
| Seizoen | Club                | Land      | Competitie          | Wedstrijden | Doelpunten |
| ------- | ------------------- | --------- | ------------------- | ----------- | ---------- |
| 2008    | Breiðablik          | IJsland   | Úrvalsdeild         | 0           | 0          |
| 2009    | Breiðablik          | IJsland   | Úrvalsdeild         | 0           | 0          |
| 2010    | Breiðablik          | IJsland   | Úrvalsdeild         | 0           | 0          |
| 2011    | IBV Vestmanneyjar   | IJsland   | Úrvalsdeild         | 18          | 14         |
| 2012    | IBV Vestmanneyjar   | IJsland   | Úrvalsdeild         | 11          | 2          |
| 2013    | Breiðablik          | IJsland   | Úrvalsdeild         | 10          | 7          |
| 2014    | Breiðablik          | IJsland   | Úrvalsdeild         | 6           | 0          |
| 2015    | Fylkir Reykjavík    | IJsland   | Úrvalsdeild         | 12          | 12         |
| 2016    | Fylkir Reykjavík    | IJsland   | Úrvalsdeild         | 8           | 4          |
| 2016    | Breiðablik          | IJsland   | Úrvalsdeild         | 9           | 8          |
| 2017    | Breiðablik          | IJsland   | Úrvalsdeild         | 17          | 15         |
| 2017/18 | Hellas Verona       | Italië    | Serie A             | 8           | 4          |
| 2018    | Breiðablik          | IJsland   | Úrvalsdeild         | 18          | 19         |
| 2018/19 | PSV                 | Nederland | Vrouwen Eredivisie  | 9           | 1          |
| 2019    | Breiðablik          | IJsland   | Úrvalsdeild         | 17          | 16         |
| 2019/20 | AC Milan            | Italië    | Serie A             | 5           | 5          |
| 2020    | Breiðablik          | IJsland   | Úrvalsdeild         | 9           | 12         |
| 2020/21 | Le Havre            | Frankrijk | Division 1 Féminine | 18          | 5          |
| 2021    | Hammarby IF         | Zweden    | Damallsvenskan      | 8           | 1          |
| 2022    | SK Brann            | Noorwegen | Toppserien          | 7           | 1          |
| 2022/23 | Paris Saint-Germain | Frankrijk | Division 1 Féminine | 1           | 0          |
| 2023/24 | Paris Saint-Germain | Frankrijk | Division 1 Féminine | 0           | 0          |
| 2024    | Valur Reykjavík     | IJsland   | Úrvalsdeild         | 13          | 4          |
| Totaal  | Totaal              | Totaal    | Totaal              | 204         | 130        |

Laatste update: 6 februari 2025

## Interlandcarrière
Þorvaldsdóttir maakte in 2010 haar debuut voor het IJslandse nationale team op de Algarve Cup in een wedstrijd tegen de Verenigde Staten. Ze kwam op hetzelfde toernooi ook in actie in 2011, 2015 en 2017. In een wedstrijd tegen Slowakije maakte ze op 6 april 2017 haar eerste interlanddoelpunt voor IJsland. Þorvaldsdóttir werd op 22 juni 2017 geselecteerd door bondscoach Freyr Alexandersson in de IJslandse selectie voor het EK 2017 in Nederland. Op dit eindtoernooi wist ze met haar land niet voorbij de groepsfase te geraken.
Op het EK 2022 in Engeland was Þorvaldsdóttir eveneens van de partij. In de eerste wedstrijd tegen België opende ze de score en hielp ze haar ploeg aan een 1-1 gelijkspel. Ook de andere groepswedstrijden eindigde met dezelfde eindstand voor IJsland, wat uitschakeling betekende.